# Villa Liberta
Die Villa Liberta in der Kurhausstraße 37 in Bad Kissingen, der Großen Kreisstadt des unterfränkischen Landkreises Bad Kissingen, gehört zu den Bad Kissinger Baudenkmälern und ist unter der Nummer D-6-72-114-573 in der Bayerischen Denkmalliste registriert.

## Geschichte

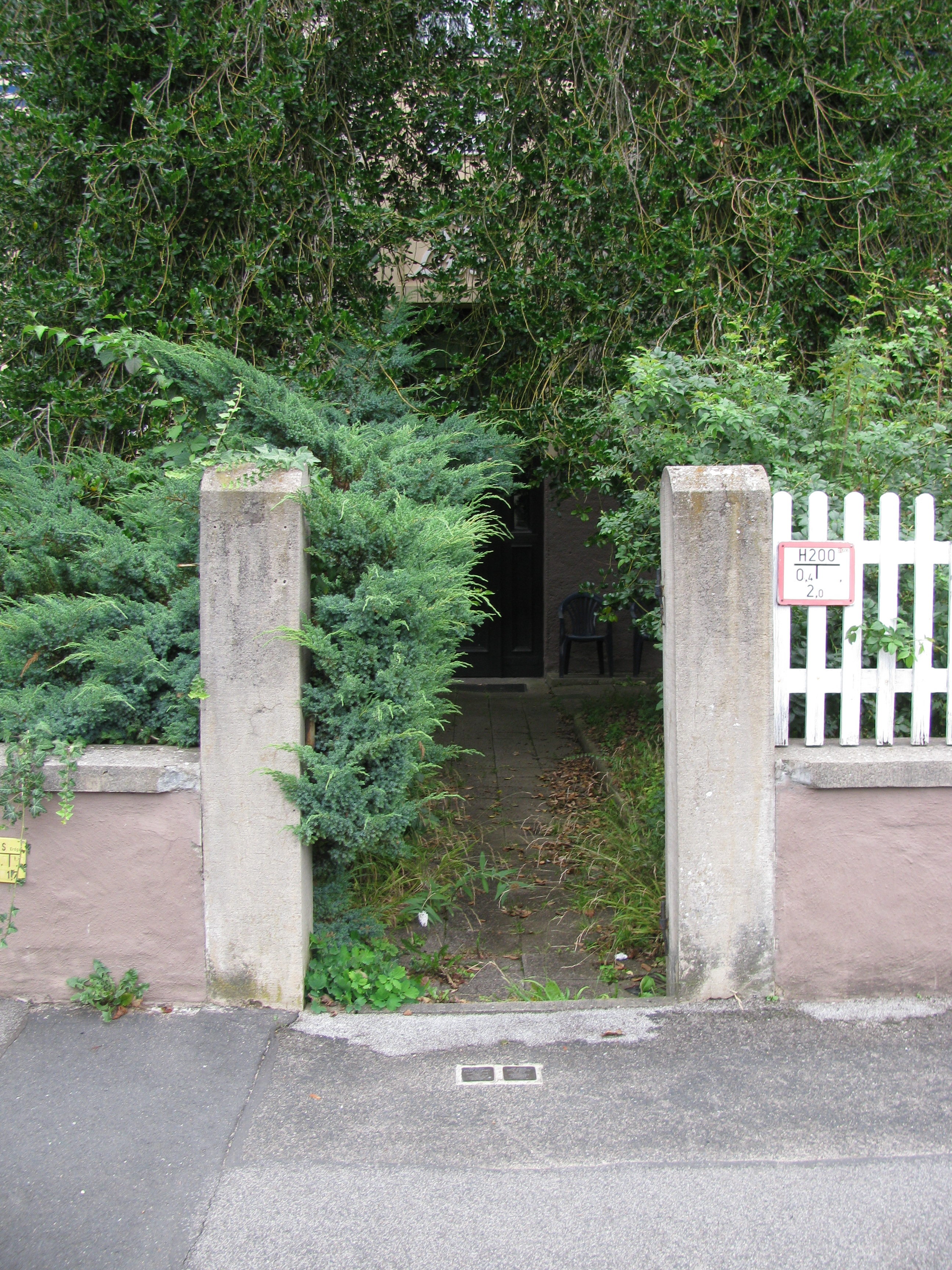
Kurhausstraße 37 (Villa Liberta) in Bad Kissingen; Eingang mit Stolpersteinen

Das barockisierende Wohnhaus wurde in den Jahren 1911/12 vom Architekten E. Gastel in errichtet. Die Villa ist nach seiner Frau Liberta benannt.
Bei der Stadtvilla handelt es sich um einen dreigeschossigen Mansardwalmdachbau mit Putzgliederung.
Während der NS-Zeit waren zwei jüdische Bewohner des Anwesens, Felix und Erna Gutmann, von Verfolgung betroffen. Beide wurden 1942 in das Ghetto Izbica oder das Ghetto Krasnystaw deportiert. Bei beiden ist der genaue Todesort und -zeitpunkt unbekannt. An sie erinnern zwei vor dem Anwesen befindliche Stolpersteine.

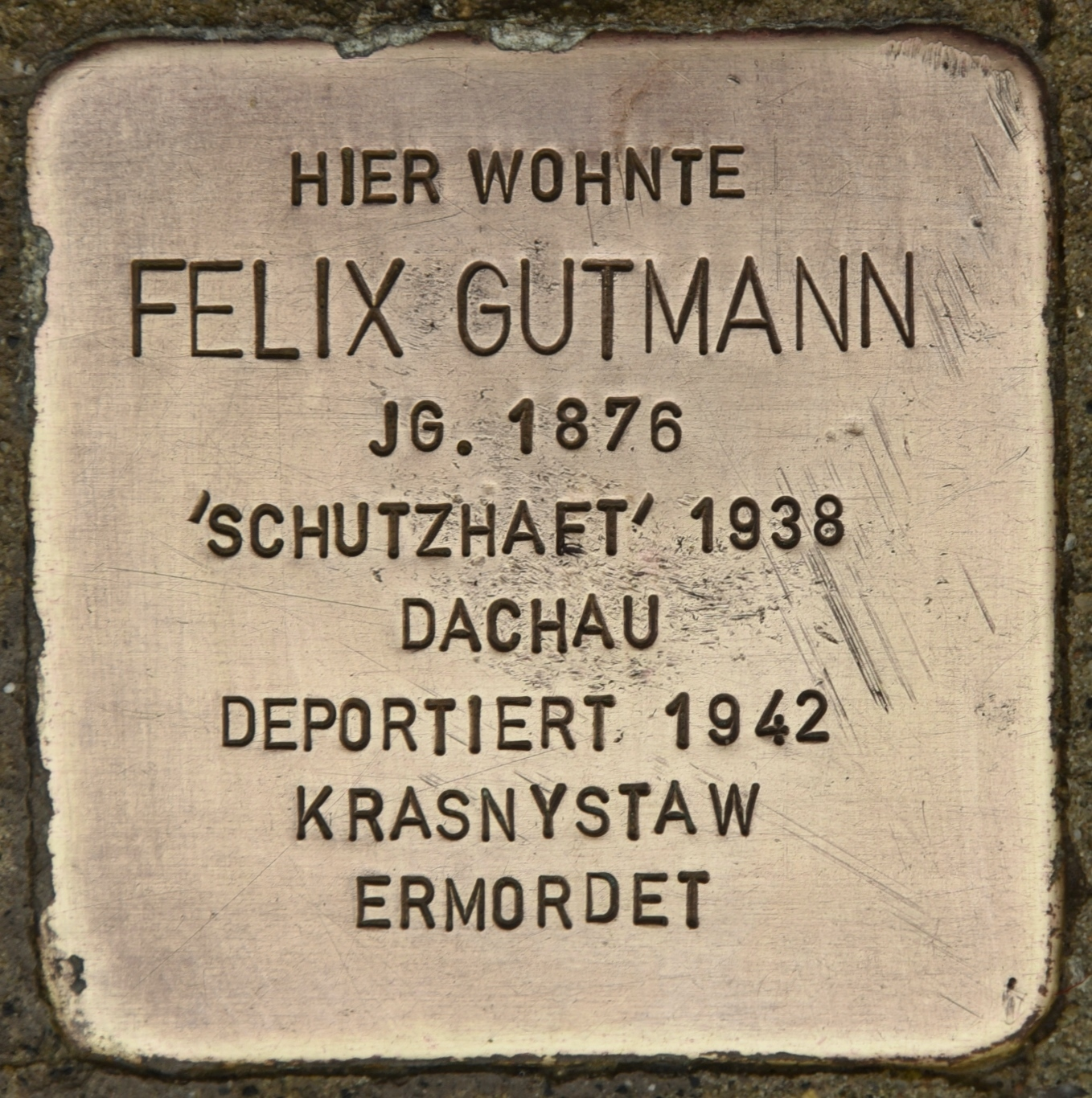
Stolperstein für Felix Gutmann
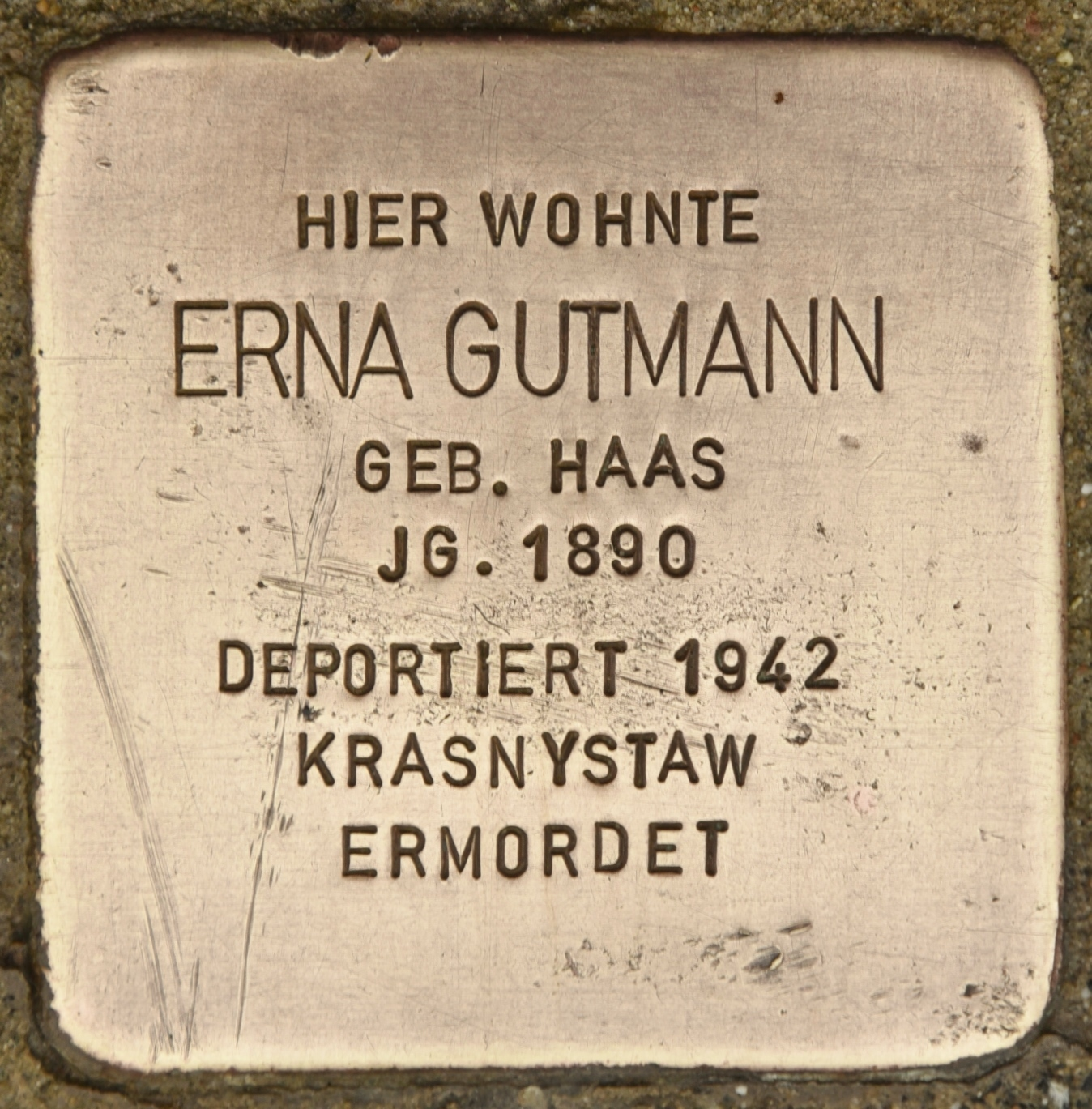
Stolperstein für Erna Gutmann